# Cantón de Torigni-sur-Vire
El cantón de Torigni-sur-Vire era una división administrativa francesa, que estaba situada en el departamento de Mancha y la región de Baja Normandía.

## Composición
El cantón estaba formado por quince comunas:
- Biéville
- Brectouville
- Condé-sur-Vire
- Giéville
- Guilberville
- Lamberville
- Le Perron
- Montrabot
- Placy-Montaigu
- Précorbin
- Rouxeville
- Saint-Amand
- Saint-Jean-des-Baisants
- Torigni-sur-Vire
- Vidouville

## Supresión del cantón de Torigni-sur-Vire
En aplicación del Decreto n.º 2014-246 de 25 de febrero de 2014, el cantón de Torigni-sur-Vire fue suprimido el 22 de marzo de 2015 y sus 15 comunas pasaron a formar parte del nuevo cantón de Condé-sur-Vire.